# J'ai grandi en prison
Pour plus de détails, voir Fiche technique et Distribution.
J'ai grandi en prison (Outside the Wall) est un film américain en noir et blanc réalisé par Crane Wilbur, sorti en 1950.

## Synopsis
Autrefois emprisonné pour avoir commis un homicide involontaire quand il était en maison de correction, Larry Nelson, gracié, quitte le pénitencier après avoir purgé la moitié de sa peine de trente ans. Il a du mal à s'adapter au monde extérieur. Résolu de ne pas retomber dans les griffes de la justice, il accepte un emploi d'assistant de laboratoire dans un sanatorium de campagne. Là, il tombe amoureux d'une infirmière jolie mais vénale, Charlotte.
Au sanatorium, Larry reconnaît l'un des patients : Jack Bernard, un ancien détenu qui vient de réussir un braquage d'un million de dollars. Jack propose à Larry de l'argent s'il accepte d'apporter à son ex-femme, Celia, une partie du butin du braquage. Larry accepte, mais quand il va livrer l'argent, Celia mobilise sa bande pour tenter de récupérer le reste du butin de son ex-mari. La douce infirmière Ann va aider Larry à se sortir d'une situation dangereuse.

## Fiche technique
- Titre français : J'ai grandi en prison[1]
- Titre : Outside the Wall
- Réalisation : Crane Wilbur
- Scénario : Henry Edward Helseth, Crane Wilbur
- Photographie : Irving Glassberg
- Montage : Edward Curtiss
- Musique :
- Producteur : Aaron Rosenberg
- Société de production et de distribution : Universal Pictures
- Pays de production :  États-Unis
- Langue originale : anglais américain
- Format : noir et blanc — 35 mm — 1,37:1 — son : mono (Western Electric Recording)
- Genre : drame psychologique, policier
- Durée : 80 minutes
- Dates de sortie : 
  - États-Unis : 8 février 1950
  - France : 23 mars 1953[1]

## Distribution
- Richard Basehart : Larry Nelson
- Marilyn Maxwell : Charlotte Maynard
- John Hoyt : Jack Bernard
- Signe Hasso : Celia Bentner
- Dorothy Hart : Ann Taylor
- Joseph Pevney : Gus Wormser
- Lloyd Gough : Red Chaney
- Harry Morgan : Garth
- Mickey Knox : Latzo